# 馮起
馮起（?—?），北宋政治人物。
太宗淳化元年（990年）官右正言、直史館、西川轉運使，召入守本官，知制誥，知濮州（河南範縣）。淳化四年（993年），爲諸路巡撫。至道二年（996年），遷祠部郎中。真宗咸平三年（1000年），知梓州，徙襄州。景德二年（1005年），知澶州。大中祥符七年（1014年），以戶部侍郎致仕。